# Vasili Smyslov

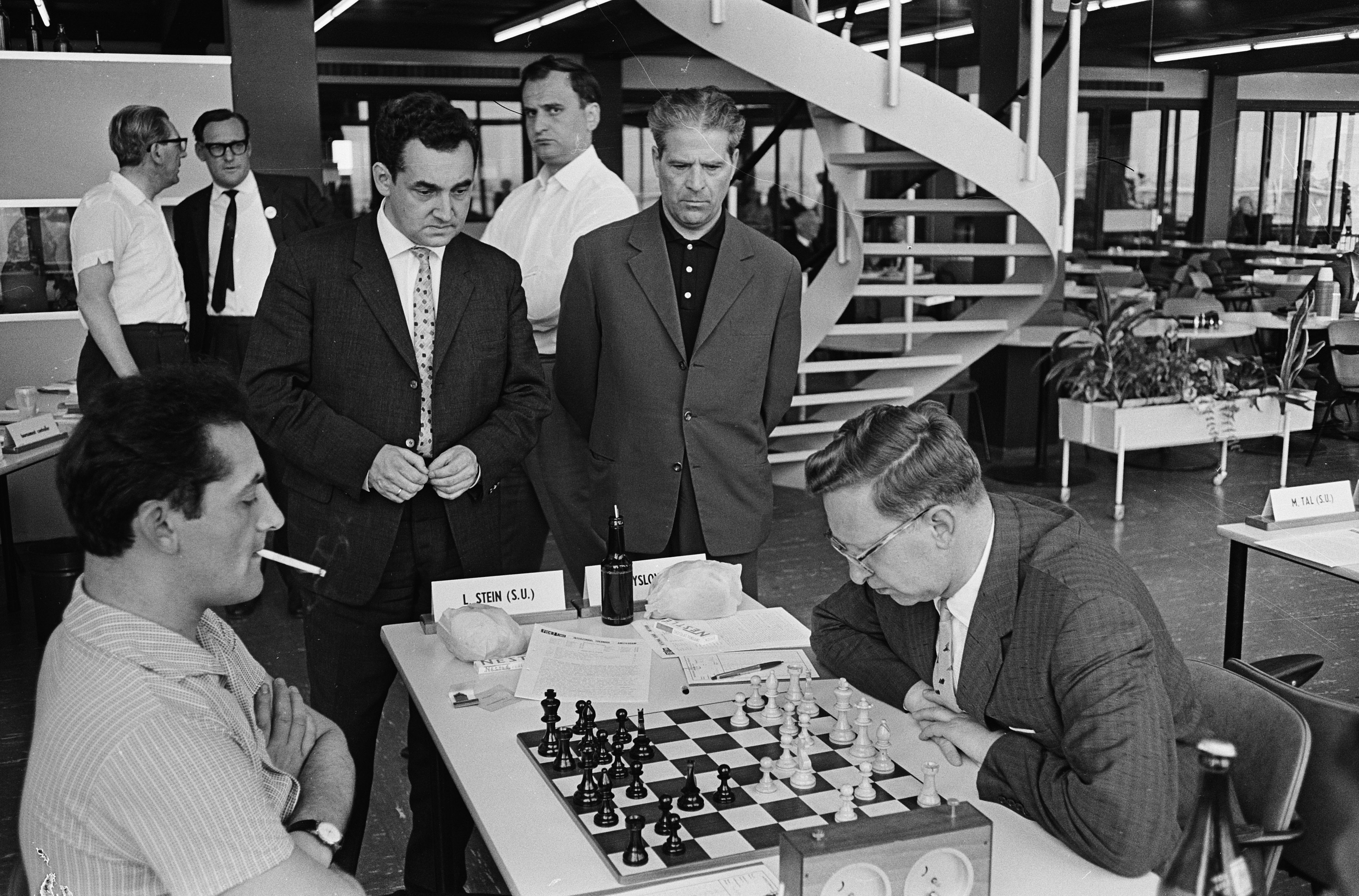
Interzone toernooi 1964 Amsterdam. V.l.n.r.: Leonid Stein, Mark Tajmanov, Andor Lilienthal en Smyslov

Vasili Vasiljevitsj Smyslov (Russisch: Василий Васильевич Смыслов) (Moskou, 24 maart 1921 – aldaar, 27 maart 2010) was een Russische schaker. Hij was de zevende wereldkampioen schaken.

## Loopbaan
Smyslov kreeg de liefde voor het spel van zijn vader, die hem het schaken leerde toen hij een jaar of zes was. Vader Smyslov kon goed schaken: hij won zelfs een keer van Aleksandr Aljechin.
Smyslov bestudeerde alle schaakboeken van zijn vader en hoewel hij een begaafd operazanger was, koos hij toch voor het schaken. In 1938 werd hij jeugdkampioen van de Sovjet-Unie. In 1940 deed hij voor het eerst mee aan het kampioenschap van dat land. Hij zou nog vaak aan dat toernooi meedoen en hoog eindigen, maar won het maar 1 keer, in 1949.
Na de Tweede Wereldoorlog was zijn ster zodanig gestegen dat hij als enige 'nieuwkomer' mee mocht doen aan het toernooi om het wereldkampioenschap, dat in 1948 werd gehouden om een opvolger van Alexander Aljechin aan te wijzen. Smyslov werd tweede na Michail Botvinnik. In 1950 stelde de FIDE formeel de titel van grootmeester in, Smyslov kreeg die titel uiteraard ook.
In 1950 eindigde Smyslov als derde in het eerste kandidatentoernooi. In 1953 won hij het volgende kandidatentoernooi en mocht derhalve in 1954 tegen Botvinnik om het wereldkampioenschap spelen. De zwaar bevochten match eindigde in 12-12, waarmee Botvinnik wereldkampioen bleef. In 1956 won Smyslov wederom het kandidatentoernooi (in Amsterdam) en in 1957 speelde hij weer een match om de wereldtitel met Botvinnik. Deze keer bleek Smyslov de sterkste en won met 12½-9½. Onder de toen geldende regels had Botvinnik recht op een revanchematch. Deze werd in 1958 gespeeld. Smyslov verloor de eerste drie partijen, kwam die klap niet meer te boven en verloor met 10½-12½.
Na het verlies van de wereldtitel zakte Smyslov even weg, maar kwam rond 1964 terug met een imposante reeks toernooi-overwinningen. Hij won o.a. gedeeld het Interzone-toernooi van Amsterdam in 1964, maar struikelde in de kandidatenmatches over Jefim Geller. Smyslov bleef tot op hoge leeftijd een geducht toernooispeler. In 1982 begon hij (als zestigplusser, wat behoorlijk op leeftijd is in een wedstrijd als die) zich zelfs weer met de strijd om het wereldkampioenschap te bemoeien. Hij eindigde als tweede in het Interzone-toernooi van Las Palmas en versloeg in de kandidatenmatches Robert Hübner (7-7,Smyslov won na loting) en Zoltán Ribli (6½-4½). Pas in de finale werd hij gestopt door de 42 jaar jongere Garri Kasparov. In 1991 werd hij de eerste wereldkampioen bij de senioren. In 2001 stopte hij met het spelen van toernooien, omdat hij bijna blind was geworden.
In de Konings-Indische schaakopening heeft Smyslov een variant op zijn naam staan met de volgende zetten: 1.d4 Pf6 2.c4 g6 3.Pc3 Lg7 4.Pf3 d6 5.Lg5. Ook is er in de Caro-Kann een van de hoofdvarianten naar hem genoemd, die bereikt wordt door de zetten: 1.e4 c6 2.d4 d5 3.Pc3 dxe4 4.Pxe4 Pd7. Zijn naam wordt niet vaak gebruikt voor de Nederlandse naam van deze variant; in het Nederlands wordt het vooral de Steinitzvariant genoemd).

## Publicaties
- Met Grigori Löwenfisch (Levenfish): Theorie van de toreneindspelen (Rook Endings (Tournament Player's Collection))
- My best games of chess, Volume 1: 1935-1957, New York, 1972
- My best games of chess, Volume 2: 1958-1995, New York, 2003
- Selected Games, New York, 1983
- Endgame Virtuoso, 1997, Cadogan Books, Figurine Algebraic Notation